# 1764 w polityce

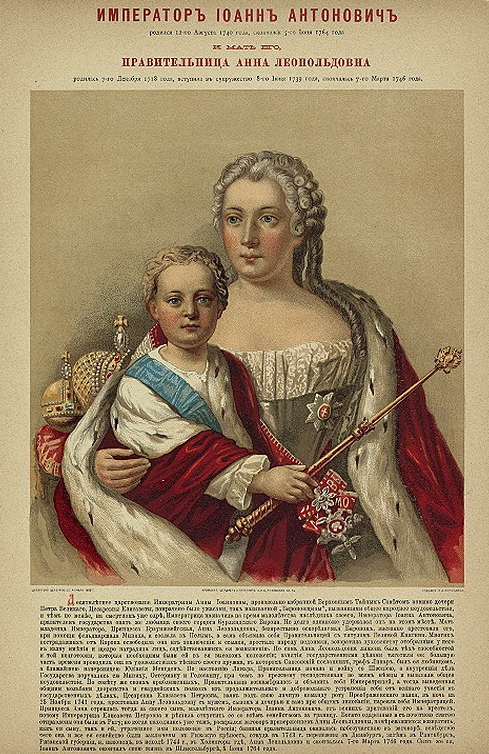
Iwan VI Romanow jako dziecko

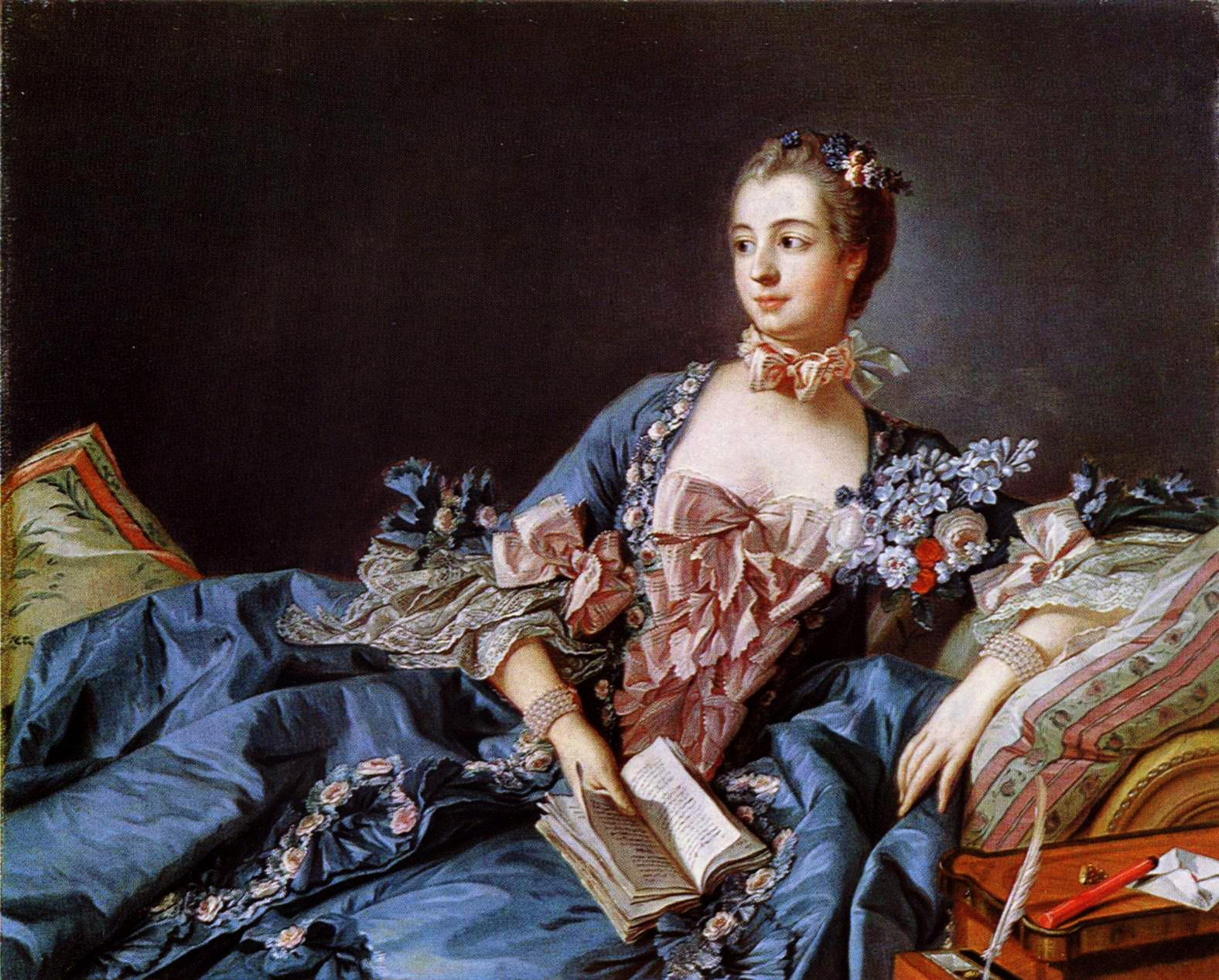
Madame Pompadour

Wydarzenia polityczne w 1764 roku.

## Zmarli
- 1 stycznia Michał z Granowa Wodzicki, biskup[1].
- 15 kwietnia Madame Pompadour, metresa króla Francji Ludwika XV[2].
- 16 lipca Iwan VI Romanow, cesarz Rosji, zdetronizowany w 1742[3].